# 切爾沃諾塞利夫卡
47°29′40″N 36°42′44″E / 47.49444°N 36.71222°E
切爾沃諾塞利夫卡（烏克蘭語：Червоноселівка）是位於烏克蘭東南部的村莊，由扎波羅熱州波洛希區的卡姆揚卡市鎮負責管轄。該村始建於1870年，面積1.36平方公里，海拔高度186米，2001年人口364，人口密度每平方公里267.7人。